# پاتریک مالو
پاتریک مالو (انگلیسی: Patrick Malo؛ زادهٔ ۱۸ فوریهٔ ۱۹۹۲) بازیکن فوتبال اهل بورکینافاسو است.
از باشگاه‌هایی که در آن بازی کرده‌است می‌توان به باشگاه فوتبال سموحه اشاره کرد.
وی همچنین در تیم ملی فوتبال بورکینافاسو بازی کرده‌است.